# Marciume radicale
Per marciume radicale si intende una malattia causata da funghi, batteri o nematodi  che colpisce l'apparato radicale delle piante. L'attacco degli agenti patogeni provoca la disgregazione degli organi della pianta deputati all'assorbimento e conduzione delle sostanze nutritive. La pianta va incontro a deperimento più o meno generalizzato. I deperimenti delle piante possono consistere nella morte di rami o branche e possono predisporre le stesse ad attacchi di parassiti secondari. 
È una malattia che può essere causata da agenti polifagi che attaccano numerosi generi di piante. 
Tra i Basidiomiceti i marciumi radicali sono provocati da:
- Armillaria spp.,
- Heterobasidion annosum = Fomes annosus,
- Ganoderma spp.

Tra gli Ascomiceti si ricordano:
- Marciume lanoso da Rosellinia spp.
- Rhizina undulata
- Ustulina deusta
- Ustulina zonata
- Xylaria spp.

Tra gli Oomiceti si ricordano:
- Mal dell'inchiostro del castagno e marciume da Phytophthora spp.